# Diego Martín Rodríguez
Diego Martín Rodríguez Telechea (Montevideo, 8 de enero de 1991) es un futbolista uruguayo. Juega de defensa.

## Trayectoria
Empezó su carrera en las categorías inferiores del Montevideo Wanderers, debutando con el primer equipo el 18 de abril de 2010 ante Tacuarembó, donde jugó los últimos quince minutos como sustituto de Matías Quagliotti en la victoria por 2-1 en casa. El 20 de julio de 2011, firmó un contrato por el Atlético Malagueño equipo filial del Málaga Club de Fútbol de España. Fue convocado por primera vez en 2012 en el partido de Copa del Rey que enfrentó al Cacereño-Málaga. En julio de 2016 fue fichado por Universitario de Deportes del Perú. En enero de 2017 regresó a Juventud de Las Piedras.

## Clubes
| Club                      | País    | Año         |
| ------------------------- | ------- | ----------- |
| Montevideo Wanderers      | Uruguay | 2008 - 2011 |
| Atlético Malagueño        | España  | 2011 - 2013 |
| Juventud de Las Piedras   | Uruguay | 2013 - 2015 |
| Vancouver Whitecaps       | Canadá  | 2015        |
| Atlético Cerro            | Uruguay | 2015 - 2016 |
| Universitario de Deportes | Perú    | 2016        |
| Juventud de Las Piedras   | Uruguay | 2017        |